# Jacek Bodyk

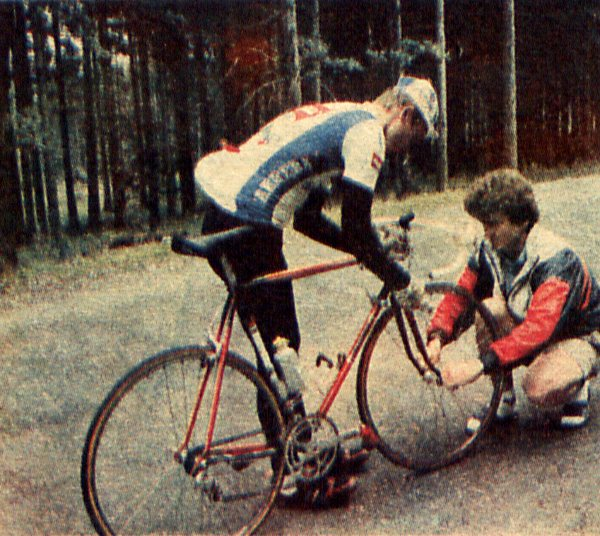
Jacek Bodyk (links, 1991)

Jacek Bodyk (* 12. Juni 1966 in Polkowice (Wojewodschaft Niederschlesien), Polen) ist ein ehemaliger polnischer Radrennfahrer.
Bei den Olympischen Sommerspielen 1988 erreichte Jacek im olympischen Straßenrennen den 28. Platz. 1992 wurde er ein Jahr Profi bei der italienischen Radsportmannschaft Lampre-Colnago, blieb auch danach weiter im Radsport aktiv.
2007 war er technischer Direktor der Radsportmannschaft CCC Polsat Polkowice.

## Erfolge
1987
- eine Etappe Polen-Rundfahrt

1989
- zwei Etappen Polen-Rundfahrt

1990
- eine Etappe Friedensfahrt

1991
- Gesamtwertung Małopolski Wyścig Górski
- Gesamtwertung Circuit des monts du Livradois

1994
- GP Cristal Energie

1996
- Gesamtwertung Tour d’Auvergne Amateurs